# Campeonato Mundial de Atletismo em Pista Coberta de 1997
O Campeonato Mundial de Atletismo em Pista Coberta de 1997 foi a 7ª edição da competição, e ocorreu entre 7 e 9 de março de 1997 no Palais Omnisports de Paris-Bercy em Paris, França.

## Medalhistas

### Masculino
| Evento                      | Ouro                                                              | Ouro      | Prata                                                                      | Prata     | Bronze                                                                  | Bronze    |
| 60m detalhes                | GRE Haralabos Papadias                                            | 6s50      | JAM Michael Green                                                          | 6s51      | NGR Davidson Ezinwa                                                     | 6s52      |
| 200m detalhes               | USA Kevin Little                                                  | 20s40     | CUB Iván García                                                            | 20s46     | NGR Francis Obikwelu                                                    | 21s10     |
| 400m detalhes               | NGR Sunday Bada                                                   | 45s51     | GBR Jamie Baulch                                                           | 45s62     | JPN Shunji Karube                                                       | 45s76     |
| 800m detalhes               | DEN Wilson Kipketer                                               | 1m42s67   | MAR Mahjoub Haida                                                          | 1m45s76   | USA Rich Kenah                                                          | 1m46s16   |
| 1500m detalhes              | MAR Hicham El Guerrouj                                            | 3m35s31   | GER Rüdiger Stenzel                                                        | 3m37s24   | KEN William Tanui                                                       | 3m37s48   |
| 3000m detalhes              | ETH Haile Gebrselassie                                            | 7m34s71   | KEN Paul Bitok                                                             | 7m38s84   | MAR Ismaïl Sghyr                                                        | 7m40s01   |
| 60m com barreiras detalhes  | CUB Anier García                                                  | 7s48      | GBR Colin Jackson                                                          | 7s49      | USA Tony Dees                                                           | 7s50      |
| 4x400m detalhes             | USA Estados Unidos Jason Rouser Mark Everett Sean Maye Deon Minor | 3:04.93   | JAM Jamaica Linval Laird Michael McDonald Dinsdale Morgan Gregory Haughton | 3:08.11   | FRA França Pierre-Marie Hilaire Rodrigue Nordin Loïc Lerouge Fred Mango | 3:09.68   |
| Salto em distância detalhes | CUB Iván Pedroso                                                  | 8,51 m    | RUS Kirill Sosunov                                                         | 8,41 m    | USA Joe Greene                                                          | 8,41 m    |
| Salto triplo detalhes       | CUB Yoel García                                                   | 17,30 m   | CUB Aliecer Urrutia                                                        | 17,27 m   | RUS Aleksandr Aseledchenko                                              | 17,22 m   |
| Salto em altura detalhes    | USA Charles Austin                                                | 2,35 m    | GRE Lambros Papakostas                                                     | 2,32 m    | YUG Dragutin Topić                                                      | 2,32 m    |
| Salto com vara detalhes     | KAZ Igor Potapovich                                               | 5,90 m    | USA Lawrence Johnson                                                       | 5,85 m    | RUS Maksim Tarasov                                                      | 5,80 m    |
| Arremesso de peso detalhes  | UKR Yuriy Bilonog                                                 | 21,02 m   | UKR Aleksandr Bagach                                                       | 20,94 m   | USA John Godina                                                         | 20,87 m   |
| Heptatlo detalhes           | CZE Robert Změlík                                                 | 6228 pts. | EST Erki Nool                                                              | 6213 pts. | ISL Jón Magnússon                                                       | 6145 pts. |

### Feminino
| Evento                      | Ouro                                                                                 | Ouro      | Prata                                                                                  | Prata     | Bronze                                                          | Bronze    |
| 60m detalhes                | USA Gail Devers                                                                      | 7s06      | BAH Chandra Sturrup                                                                    | 7s15      | FRA Frederique Bangue                                           | 7s17      |
| 200m detalhes               | GRE Ekaterini Koffa                                                                  | 22s76     | JAM Juliet Cuthbert                                                                    | 22s77     | RUS Svetlana Goncharenko                                        | 22s85     |
| 400m detalhes               | USA Jearl Miles Clark                                                                | 50s96     | JAM Sandie Richards                                                                    | 51s17     | CZE Helena Fuchsová                                             | 52s04     |
| 800m detalhes               | MOZ Maria de Lurdes Mutola                                                           | 1m58s96   | BLR Natalya Dukhnova                                                                   | 1m59s31   | USA Joetta Clark                                                | 1m59s82   |
| 1500m detalhes              | RUS Yekaterina Podkopayeva                                                           | 4m05s19   | FRA Patricia Djaté-Taillard                                                            | 4m06s16   | POL Lidia Chojecka                                              | 4m06s25   |
| 3000m detalhes              | ROU Gabriela Szabo                                                                   | 8m45s75   | IRL Sonia O'Sullivan                                                                   | 8m46s19   | POR Fernanda Ribeiro                                            | 8m49s79   |
| 60m com barreiras detalhes  | JAM Michelle Freeman                                                                 | 7s82      | JAM Gillian Russell                                                                    | 7s84      | USA Cheryl Dickey                                               | 7s84      |
| 4x400m detalhes             | RUS Rússia Tatyana Chebykina Svetlana Goncharenko Olga Kotlyarova Tatyana Alekseyeva | 3:26.84   | USA Estados Unidos Shanelle Porter Natasha Kaiser-Brown Anita Howard Jearl Miles Clark | 3:27.66   | GER Alemanha Anja Rucker Anke Feller Heike Meissner Grit Breuer | 3:28.39   |
| Salto em distância detalhes | ITA Fiona May                                                                        | 6,86 m    | NGR Chioma Ajunwa                                                                      | 6,80 m    | POL Agata Karczmarek                                            | 6,71 m    |
| Salto triplo detalhes       | RUS Inna Lasovskaya                                                                  | 15,01 m   | GBR Ashia Hansen                                                                       | 14,70 m   | CZE Šárka Kašpárková                                            | 14,66 m   |
| Salto em altura detalhes    | BUL Stefka Kostadinova                                                               | 2,02 m    | UKR Inha Babakova                                                                      | 2,00 m    | NOR Hanne Haugland                                              | 2,00 m    |
| Salto com vara detalhes     | USA Stacy Dragila                                                                    | 4,40 m    | AUS Emma George                                                                        | 4,35 m    | CHN Weiyan Cai                                                  | 4,35 m    |
| Arremesso de peso detalhes  | UKR Vita Pavlysh                                                                     | 20,00 m   | GER Astrid Kumbernuss                                                                  | 19,92 m   | RUS Irina Korzhanenko                                           | 19,49 m   |
| Pentatlo detalhes           | GER Sabine Braun                                                                     | 4780 pts. | GER Mona Steigauf                                                                      | 4681 pts. | USA Kym Carter                                                  | 4627 pts. |

## Quadro de medalhas
| Ordem | País           |    |    |    |    |
| 1     | Estados Unidos | 6  | 2  | 7  | 15 |
| 2     | Cuba           | 3  | 2  |    | 5  |
| 3     | Rússia         | 3  | 1  | 4  | 8  |
| 4     | Ucrânia        | 2  | 2  |    | 4  |
| 5     | Grécia         | 2  | 1  |    | 3  |
| 6     | Jamaica        | 1  | 5  |    | 6  |
| 7     | Alemanha       | 1  | 3  | 1  | 5  |
| 8     | Nigéria        | 1  | 1  | 2  | 4  |
| 9     | Marrocos       | 1  | 1  | 1  | 3  |
| 10    | Chéquia        | 1  |    | 2  | 3  |
| 11    | Bulgária       | 1  |    |    | 1  |
|       | Dinamarca      | 1  |    |    | 1  |
|       | Etiópia        | 1  |    |    | 1  |
|       | Itália         | 1  |    |    | 1  |
|       | Moçambique     | 1  |    |    | 1  |
|       | Cazaquistão    | 1  |    |    | 1  |
|       | Roménia        | 1  |    |    | 1  |
| 18    | Grã-Bretanha   |    | 3  |    | 3  |
| 19    | França         |    | 1  | 2  | 3  |
| 20    | Quénia         |    | 1  | 1  | 2  |
| 21    | Austrália      |    | 1  |    | 1  |
|       | Bahamas        |    | 1  |    | 1  |
|       | Bielorrússia   |    | 1  |    | 1  |
|       | Estónia        |    | 1  |    | 1  |
|       | Irlanda        |    | 1  |    | 1  |
| 26    | Polónia        |    |    | 2  | 2  |
| 27    | Islândia       |    |    | 1  | 1  |
|       | Japão          |    |    | 1  | 1  |
|       | Noruega        |    |    | 1  | 1  |
|       | Portugal       |    |    | 1  | 1  |
|       | China          |    |    | 1  | 1  |
|       | Iugoslávia     |    |    | 1  | 1  |
| TOTAL | TOTAL          | 28 | 28 | 28 | 84 |

Legenda
| Recorde mundial       | Recorde mundial (World record)               |                       | Recorde africano                      | Recorde africano (African) |                                           | Q | Classificado por posição (Qualified) |
| Recorde do campeonato | Recorde do campeonato (Championship record)  | Recorde da América    | Recorde da América (Americas)         | q                          | Classificado por melhor tempo (Qualified) |   |                                      |
| Melhor marca do ano   | Melhor marca do ano (World leading)          | Recorde asiático      | Recorde asiático (Asian)              | DNS                        | Não largou (Did not start)                |   |                                      |
| Recorde nacional      | Recorde nacional (National record)           | Recorde europeu       | Recorde europeu (European)            | DNF                        | Não terminou (Did not finish)             |   |                                      |
| Recorde pessoal       | Recorde pessoal do atleta (Personal best)    | Recorde da Oceania    | Recorde da Oceania (Oceania)          | DSQ / DQ                   | Desclassificado (Disqualified)            |   |                                      |
| Recorde da temporada  | Recorde da temporada do atleta (Season best) | Recorde sul-americano | Recorde sul-americano (South America) | NM                         | Sem marca (No mark)                       |   |                                      |